# V - Visitors (miniserie televisiva 1983)
V - Visitors (V) è una miniserie televisiva statunitense andata in onda su NBC nel maggio 1983.
Venne poi seguita da una seconda miniserie (V: The Final Battle) composta da 3 puntate e da una serie televisiva di 19 episodi, Visitors.
In Italia, venne trasmessa nel 1984 su Canale 5 insieme alla miniserie successiva V: The Final Battle con un unico titolo V - Visitors.
Nel 2009 viene prodotto un remake della serie, V.

## Puntate
| Titolo          | Prima TV USA  | Prima TV Italia |
| --------------- | ------------- | --------------- |
| Prima puntata   | 1 maggio 1983 | 7 ottobre 1984  |
| Seconda puntata | 2 maggio 1983 | 14 ottobre 1984 |

### Prima puntata
Decine e decine di dischi volanti giungono sulla Terra e si fermano sopra le principali città del nostro pianeta. Gli alieni prendono contatto con i terrestri e forniscono la spiegazione circa il loro arrivo: vengono dal quarto pianeta della stella Sirio e sono venuti sulla Terra in pace, bisognosi di alcune risorse che sul loro pianeta di origine stanno esaurendosi. Non tutti però sono disposti ad accettare la storia raccontata dai Visitatori al mondo intero. Fra questi, il reporter Mike Donovan, il quale sale di nascosto a bordo dell'astronave madre e si ritrova di fronte ad una realtà agghiacciante e pericolosa: gli alieni sono in realtà dei rettili, celati da un aspetto umano, che si cibano di animali ancora vivi. Nel frattempo, comincia una sistematica persecuzione degli scienziati del pianeta. Donovan è costretto a nascondersi, braccato dai Visitatori, i quali hanno preso possesso anche di tutti i mezzi di comunicazione.

### Seconda puntata
I dubbi sulle vere intenzioni dei Visitatori cominciano a serpeggiare fra molti terrestri al punto che si è costituito un vero e proprio movimento di Resistenza, che ora può già contare su un discreto numero di persone. Donovan, sull'astronave madre dei Visitatori, viene catturato da Diana, ma uno degli alieni, Martin, riesce a far fuggire il reporter. Mike viene a conoscenza del fatto che esiste una fazione tra gli alieni contraria ai piani del loro capo supremo: sottrarre tutta l'acqua terrestre, addestrare alcuni terrestri per usarli contro i loro nemici e la restante popolazione usarla come cibo. La Resistenza ottiene la sua prima vittoria, ma subisce numerose perdite quando gli alieni attaccano il campo dei terrestri ed uccidono la moglie di Maxwell. Sull'astronave madre, Robin ha un incontro intimo con l'alieno Brian. Juliet e Elias mandano un messaggio spaziale ai nemici dei Visitatori.

## Personaggi e interpreti
- Diana, interpretata da Jane Badler.
- Juliet Parrish, interpretata da Faye Grant.
- Mike Donovan, interpretato da Marc Singer.
- Lynn Bernstein, interpretata da Bonnie Bartlett.
- Robert Maxwell, interpretato da Michael Durrell.
- John, interpretato da Richard Herd.
- Steven, interpretato da Andrew Prine.
- Willie, interpretato da Robert Englund.

## Serie televisive derivate
Il budget di produzione della serie è stato di circa 13 milioni di dollari. Il grande successo ottenuto dalle due miniserie portò alla realizzazione nel 1984 di una serie televisiva in 19 episodi: Visitors.
Nel 2009 è stato prodotto il remake V, che è durato due stagioni.